# 全國中學學生權益研究會
全國中學學生權益研究會（英語：National Students' Rights Seminar in Taiwan），簡稱全學研，為台灣的學生運動、公民團體，自創立以來以學生意識與學生權益作為核心研究主題，並以推動台灣學權作為長期目標。

## 議題參與

### 違法課輔
台灣有許多中學違法開設加強班，這類的加強班是因為學校受到升學主義的影響，為了提高升學率，違法在校內開設的補習班，直至2012年教育部頒布《加強輔導國民中小學教學正常化實施要點》推動「教學正常化」，才使得體制內出現的非常態教學的現象受到牽制。
全國中學學生權益研究會在2017年12月公布課後輔導資料顯示出，有98%的學生上第八節課後輔導，而這些學生當中只有70%學校有發家長同意書。當年6月即爆發出家長確認單回條上，只有「全力支持」、「支持」和「配合」三種參加選項，沒有任何不參加的選項，全國中學學生權益研究會主席陳玉鑫針對調查表示，結果仍是這樣，教育部應強化督導。

### 《勞基法》修法爭議
蔡英文政府在2017年所提出之《勞動基準法》修正案，主要為因應2016年一例一休修法後，關於適度調整延長工時限制、例假安排及特別休假規定等建議之修法，引發2017年台灣勞動基準法修正爭議。全國中學學生權益研究會表示許多高職學生在未來發展或許會選擇就業，而部分選擇升學的學生在完成學業後亦會選擇投入職場，若此修法成功，必會影響即將投入職場的學生，並表示此次的修法是將極端的例子合法化。

### 性平教育
自《公民投票法》於2017年修正後，下一代幸福聯盟分別領銜三項公投案，包括「婚姻定義」、「適齡性別教育」、「專法保障同性生活權益」。全國中學學生權益研究會表示，目前在推行性別平等的路上，並非於法無據，而是推動性別、性取向等的認同，促使學生之間的相處平權，讓學生互相尊重，弭平性別歧視，並呼籲民主進步黨應兌現總統蔡英文的政見。
同時，針對「適齡性別教育」公投案的部分，全國中學學生權益研究會與其他學生組織表達抗議，並認為學生是該案直接利害關係人，相關討論卻忽略他們這些受教育主體的聲音，也無法在公投投票。台東均一實驗高級中學社會科教師劉政暉則認為，中央選舉委員會依照《行政程序法》第23條規定，判斷該聽證會的目的，是在討論公投提案的「適法性」，中央選舉委員會認為高中生並非「法律上」的利害關係人。
全國中學學生權益研究會人事長楊士誼於台灣伴侶權益推動聯盟記者會指出，為了消除歧視言論，需要透過教育讓學生了解，如何尊重身邊的每一個人。翌日，全國中學學生權益研究會發表聲明稿表示，對於忽視孩童個人發展的家長團體感到沉痛，並譴責家長團體因為個人宗教喜好與政治利益，葬送孩童認識自我的階段，並要求中央選舉委員會應立刻停止公投案之相關進度並予以退回。

### 會考爭議
時任教育部部長吳茂昆在國中教育會考舉行後，於記者會進行時失言表示「也許有一天會考成績走上和入學和工作直接連結」，引起社會議論。事後，教育部國民及學前教育署表示教育部的政策沒有改變。全國中學學生權益研究會表示，吳茂昆的發言顯然是不瞭解國中教育會考的現況，並認為教育會考設計之初衷應以瞭解國中教育概況為核心理念，以助於高中的教學依據，並降低學生學習壓力，與當初實行之理念背道而馳。